# Henrique Oswald

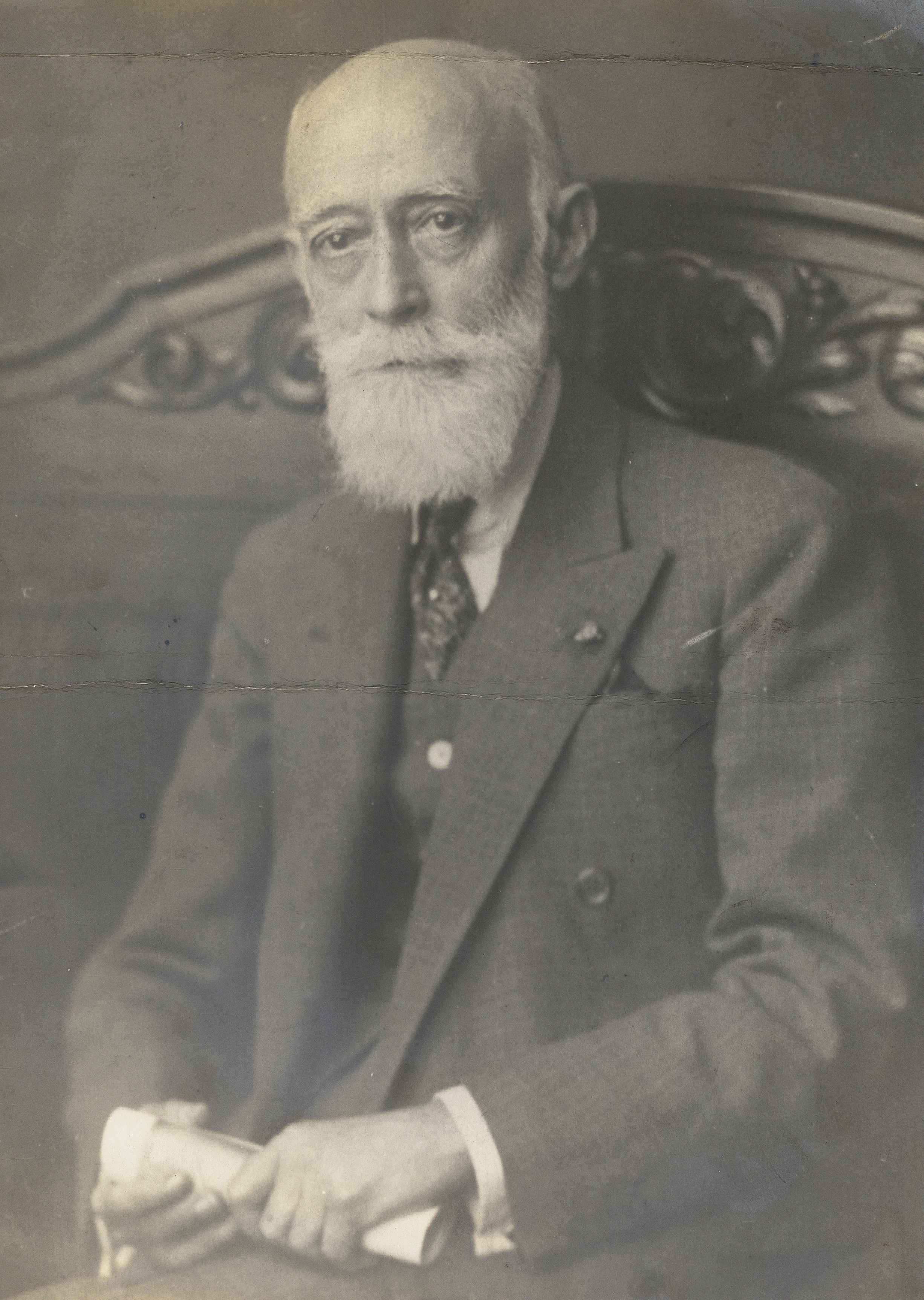
Henrique Oswald omstreeks 1930

Henrique José Pedro Maria Carlos Luis Oswald (Rio de Janeiro, 14 april 1852 – Rio de Janeiro, 9 juni 1931) was een Braziliaanse componist, pianist, muziekpedagoog en diplomaat.
Oswald was een van de meest invloedrijke componisten en pianisten uit het Braziliaanse muziekleven van begin 20e eeuw.

## Levensloop
De vader van Oswald, die de familienaam Oschwald veranderde in Oswald, was een Zwitserse immigrant en zijn moeder een Italiaanse pianiste. Oswald kreeg zijn eerste muzieklessen van zijn moeder en gaf zijn eerste pianorecital toen hij zes jaar oud was.
In 1857 vertrok het gezin naar São Paulo waar vader Oswald een bierbrouwerij was begonnen. 
Oswald ging naar Florence waar hij zich liet inschrijven op het Istituto Moriani. Daar ging hij harmonie, contrapunt en compositie studeren. Pianoles kreeg hij van Henry Ketten en Giuseppe Buonamici. Thuis bij Buonamici ontmoette Oswald Johannes Brahms en Franz Liszt. In 1886, het jaar van Liszts dood, bracht Oswald een paar dagen door met de grote man in Florence, toen ze enkele van hun werken voor elkaar speelden.
In 1881 trouwde Oswald met Laudomia Bombernard Gasperini met wie hij vijf kinderen kreeg. Hij werd bekend in Italië, hoewel hij regelmatig naar Brazilië terugkeerde voor concertreizen. Op een van zijn concertreizen in Brazilië ontmoette hij in 1889 Camille Saint-Saëns, die onder de indruk was van de jonge componist en samen met hem Scherzo, Op 87, van de Franse componist uitvoerde voor twee piano's.
Terug in Europa werd Oswald benoemd tot lid van de diplomatieke dienst - eerst in het Braziliaanse consulaat in Le Havre in 1900, en later in Genua - maar dergelijk bureaucratisch werk zat niet in zijn artistieke aderen.
In 1902 deed Oswald mee aan een compositiewedstrijd die werd gesponsord door de Franse krant Le Figaro. Van de 647 manuscripten die vanuit de hele wereld waren ingezonden won Oswalds pianostuk Il neige unaniem de eerste prijs. De jury, waar o.a. de componist Gabriel Fauré en de pianist Louis Diemer deel van uitmaakten, stond onder leiding van Saint-Saëns. 
In 1903 werd Oswald benoemd tot directeur van het Instituto Nacional de Música (INM) in Rio de Janeiro, waar hij tot 1906 werkzaam was. Van 1909 tot aan zijn dood in 1931 bleef Oswald permanent in Rio wonen. In 1904 ontmoette hij daar opnieuw Saint-Saëns en gaf hij een recital voor twee piano’s met hem.
Oswald kwam in contact met de toonaangevende musici van die tijd die in Brazilië waren, waaronder Darius Milhaud, die hem thuis verschillende keren opzocht.
Omdat Oswald pas in zijn latere werken Braziliaanse elementen ging gebruiken werd hij aanvankelijk alleen gewaardeerd als componist in Europa en dan met name in Italië. Zijn bekendste student was Lorenzo Fernández wiens muziek veel folkloristische elementen bevat. 
Op het eind van zijn leven schreef Oswald verschillende religieuze composities omdat zijn zoon Alfredo, pianist en leraar aan het Peabody Conservatory, in het klooster was getreden.
Henrique Oswald stierf op 9 juni 1931, kort nadat twee concerten met werken van hem werden gegeven in het Theatro Municipal do Rio de Janeiro.
Oswald schreef 'de meest verfijnde pianomuziek in de geschiedenis van de Braziliaanse muziek'. De pianist Artur Rubinstein noemde hem 'de Braziliaanse Gabriel Fauré'.
Oswalds muziek wordt gekenmerkt door Franse elementen met af en toe een Russisch of Braziliaans tintje zoals in zijn Symfonie Op. 43 te horen is. Hij bewonderde het hedendaagse werk van Vladimir Rebikov, met zijn gebruik van atonaliteit, rijke harmonieën en ongebruikelijke ritmes.
Afgezien van twee concerten, een voor piano en een voor viool, wat vocale muziek waaronder een requiem en een mis en drie opera's (La Croce d'oro, Il Neo en Le Fate), schreef Oswald voornamelijk voor piano.
Oswald ontving drie belangrijke onderscheidingen in Europa: de Médaille du roi Albert (België, 1920), de Palmes Académiques (Frankrijk, 1928) en de Chevalier de la Légion d'Honneur (Frankrijk, 1931).

## Werken voor piano (selectie)
- Album, Op.32
- Album, Op.33
- Album, Op.36
- Aria
- Elegia
- 3 Etudes, Op.42
- 4 Feuilles d'Album, Op.20
- Macchiette, Op.2
- 7 Miniaturen, Op.16
- 6 Morceaux, Op.4
- 3 Morceaux, Op.23
- Il neige
- 2 Nocturnes, Op.6
- 6 Pagina d'album, Op.3
- 6 Pezzi, Op.14
- Pianokwintet, Op.18 (is versie van Pianoconcert in g, Op.10)
- Pianotrio, Op.9
- Polonaise, Op.34 No.1
- Romanza
- Serenatella
- Valsa lenta
- Valse lente